# ワンダーセブン
ワンダーセブンとは、高砂電器産業（後のコナミアミューズメント）のパチスロ1号機、1.5号機のシリーズ名である。
1号機では「ワンダーセブン」、1.5号機では、「ワンダーセブンII」と称されていた。1号機の「ワンダーセブン」がチェリー抜き攻略を受けたので、リール制御を変更した1.5号機「ワンダーセブンII」を出したもので、両者に基本的相違はない。
ゲームの特徴に15枚小役の周期性と天井（後述）が存在した。攻略法としては、1号機がキズネタと天井狙い、1.5号機が天井狙いであった。他に80Gまでの第一次連チャンゾーン、138Gまでの第二次連チャンゾーンが存在する。

## 主な仕様
- ボーナスフラグ判別方式
  - 天井方式併用の確率方式（後述）

- リーチ目（両ボーナス共通で、5コマのズルッというスベリを伴うので直ぐ分かった。
  - 15枚小役（ベル、パイナップル）が斜めに揃う（大きくスベって揃う＝連チャンゾーンの38,80Gでは期待大）
  - 1枚掛けの順押しで「ボーナス絵柄＝7または☆」、「ANY」、（右上）「プラム」
  - フラグ告知用にパトライトをつけているホールが多かった。コインを1枚投入し、コインセンサーがその投入を感知した瞬間、パトライトなど台ごとに設置されたランプに一瞬（0.5秒程度）電気が流れる。

- 確率と割数
  - 「777」【BIG確率】
設定0 　 1/420
設定1 　 1/364
設定2 　 1/341
設定3 　 1/321
設定4 　 1/287
設定5 　 1/227
※天井 IN-OUT差1500枚で強制BIGフラグ
  - 「☆☆☆」【REG確率】
設定0　 1/420
設定1 　 1/364
設定2 　 1/341
設定3 　 1/321
設定4 　 1/287
設定5 　 1/227
  - 【機械割】
設定0 　 80.0%
設定1 　 88.0%
設定2 　 93.0%
設定3 　 99.0%
設定4 　105.0%
設定5 　115.0%

- 特有のボーナスフラグ判別方式について

この機種は、現在主流の完全確率方式ではなく、天井方式を併用するものであった。その天井はIN、OUT差1500枚に設定されていて、ボーナスフラグに関係なく、1500枚BIGフラグの恩恵に恵まれるものであった。そのため、天井を狙う攻略法が流行った。
- 特記事項
  - この機種はボーナスゲーム（BIG、REG共）中にもボーナスの抽選をしていて、1G連で人気を集めていた。（ビッグゲーム後は1ゲーム目。レギュラーゲーム後は18ゲーム目）
  - ビッグボーナス及びレギュラーボーナスフラグが立つゲーム数は決まっている。

ビッグゲーム終了後のゲーム数：1,16,17,37,38,59,80,81,101,102,123,144,145,165,166,187,208,209…以後天井である800～900ゲームまで、規則的に続きます。
レギュラーボーナス終了後のゲーム数：18,39,40,60,61,82,103,104,124,125,146,167,168,188,189,210…以後天井である800～900ゲームまで、規則的に続きます。
上記ゲーム以外でボーナスが入ることはない。ただし、あくまでもコイン投入数は3枚のため、途中1枚、2枚投入があると、ボーナスが入るゲーム数は、ずれてしまう。また、ビッグボーナス後1ゲーム連荘があった場合もずれ、1ゲーム連荘が1回の場合は、1及び上記ゲーム数から6を引いたゲーム数、1ゲーム連荘が2回の場合（=ボーナス3連荘）は1及び上記ゲーム数から12を引いた数となる。